# Kuurinniitty
Kuurinniitty est un quartier de la ville d'Espoo en Finlande.

## Description
Kuurinniitty compte 1 993 habitants (31.12.2016).